# 森田益子
森田 益子（もりた ますこ、1924年12月28日 - 2016年7月15日）は、日本の政治家、部落解放運動家。1975年に日本社会党から出馬し、2003年まで地方議員であった。地方議員在職中も退任後も部落解放同盟の活動家であり、部落解放同盟高知県連委員長(高知県の部落解放同盟トップ)になった。旧姓、村上。

## 経歴
高知県土佐郡朝倉村松田町（現・高知市朝倉）で散髪屋の次女として生まれ育つ。父は散髪屋のかたわら水平社の運動に参加していた。1938年、朝倉高等小学校を2年で中退し片倉製糸の女工となるが、2年半後に肺浸潤で退職。

### 結婚後
1942年、17歳で車引きと結婚。2男を儲けるが、長男は1970年1月14日に25歳で死去、次男は覚醒剤事件で2回服役している。
戦後、1950年から緊急失業対策事業による日雇いの仕事を始める。「女性差別に抗議する意味で、みずからを戸籍の筆頭者で世帯主とし、夫を扶養家族に入れた」と主張しているが、後述の金銭のためである。緊急失業対策法施行で日本政府による失業者就労支援事業が行われた際には、「主たる家計の担当者(一家の稼ぎ担当)」でなければ対象者ではないとされていたため、車引きの夫が結核であると偽り、結核の診断書を偽造した。さらに偽装離婚もするなどし、就労支援対象となった。内職も行い、草履作りの内職なども並行してやっていた。

### 部落解放同盟
のち全日本自由労働組合(現在の全日自労建設農林一般労働組合)に参加。1959年から部落解放運動に参加、部落解放同盟高知市協議会（のち連絡協議会に改組）の結成に参加。1960年、部落解放同盟高知県連婦人部長に就任。1961年から部落解放同盟半専従。
1968年に松本英一の参院選立候補に際して、部落解放同盟高知県連の委員長東崎唯夫と書記長藤沢喜郎が違反ポスターを貼って警察から任意出頭を求められたときは、東崎や藤沢の代理人として高知県警に10日あまり連日出頭し、最終的に不起訴処分となった。このとき、警察の捜査を妨害するために部落解放同盟高知県連の会計簿を焼き捨て、証拠隠滅したことがある。
1975年に高知市議に社会党から立候補し当選。市議を4期務め、1976年から部落解放同盟高知市連絡協議会議長、1978年から1979年まで、部落解放同盟中央執行委員婦人対策部長を務めた。
1981年以降、高知市の海老川隣保館で同和地区改良事業推進委員会の委員長を務めた際に、「身びいきや解放同盟の人だけを優遇するということはせずに、むしろ同和会系の人をすごく優遇した」と自著で主張した。

1989年から2003年3月3日まで高知県議会議員を務めた。
自著によると1989年の県議補欠選挙では、筆山（ひつざん）の広場で選挙演説中、選挙宣伝カーからマイクで村田英雄『王将』の替え歌や解放歌を熱唱したことがある。
1990年、高知市の被差別部落に住む在日韓国人が相撲で優勝した際、同和会の者から「ありゃ、朝鮮人や」と言われた。森田はこれを差別発言として高知新聞に投書したことがある。これに対し、部落解放同盟高知市協書記局の者は「朝鮮の人は同和地区にたくさん住んでいるけど、部落の人みんなが朝鮮人を差別しているわけではない」と弁解したが、森田は「部落の人がしたことには解放同盟として反省すべきと思う。部落の中でも朝鮮人を差別する傾向があることも知ってるので」という趣旨の投書を高知新聞に発表し、謝罪した。
2002年1月から2003年6月まで、部落解放同盟高知県連委員長という高知県の部落解放同盟トップ職をつとめた。2003年3月、議員活動を引退。 2003年からの立花町連続差別ハガキ事件については「このことが解放新聞にでかでかと出た時、私は自分の考える解放運動とは違うと思い、腹が立ちました。敵権力へ売ることは果たして正しかっただろうかと思います」と発言し、犯人を警察に引き渡した部落解放同盟福岡県連に怒りを表明している。その後も県内の部落解放同盟組織で「人権講師」など高知県部落解放同盟幹部として活動した。

## 各種人権侵害的運動と敗訴・無反省
部落解放同盟と高知市間の協議の長である部落解放同盟高知市協議長(解同高知市協議長)を務めていた1998年に差別的な落書きが発見された際に、部落にルーツがありながらも部落解放同盟が推進する「部落民宣言」強要を拒否する公立一ツ橋小学校の女性教師が「書かれた対象」だと勝手に認定した。そして、部落解放同盟全体として、組織の意見に同意しない女性教師に各種嫌がらせなど人権侵害を行った。更に解同は被害を公表した女性教師にスラップ訴訟をし、訴訟中に女性教師の夫が亡くなった際にも侮辱する「劇」を行った。この事件の被害者である女性教師から人格権侵害とプライバシー権侵害ならびに名誉毀損について提訴され、1992年3月30日、高知地方裁判所から60万円の損害賠償を命じられる。1994年8月8日、高松高等裁判所における控訴審でも敗訴。この判決は、1997年3月、最高裁で確定した。ただし、森田も部落解放同盟も判決後に書籍などで自分たちは正しい行いをしたと結論を発表して、反省していない。
- 1991年に橋本大二郎が高知県知事に立候補した際、社会党の三役室で初めて会った橋本に面と向かって「この人は女にもてますでしょう。母性愛をそそるタイプをしている」と性差別的放言した[21]。

2009年8月7日に高知市立小高坂市民会館で高知市人権施策推進本部に主催させた「人権・確認学習会」（解同の高知市連絡協議会によると糾弾会）で岡﨑誠也市長や高知市職員など高知市行政幹部の165人・解同市協が動員した約200人が参加した。森田益子(当時解同の高知市連絡協議会顧問)は「講師」役として登壇し、特定の市職員の職名を出した上で同和地区民だと勝手に暴露し、部落解放同盟の運動の正当化に利用する一ツ橋事件を反省しない言動をした。更に市役所に就職した「地区出身者」でも「解放運動(部落解放同盟の運動)」に参加しない者がいる責任は市側にあると転嫁し、「(高知市)中間管理職は本当に気に入らない。働きゆう人にハッパかけとうせ」と繰り返しました。高知市側は部落解放同盟の森田顧問の言動を諌めも出来ない関係だと報道された。そして、高知市行政幹部全員が「学習会(糾弾会)」で「学んだ内容」について、総合政策課に報告書を提出すること、「学習会」の内容を全職員に徹底するための研修を市役所全体で取り組むことが取り決められた。

## 著書
- 人間に光あれ（径書房、1991年）聞き手・もろさわようこ
- 自力自闘の解放運動の軌跡（解放出版社、2012年）